# Yakovlev Yak-27
Lo Yakovlev Yak-27 (nome in codice NATO Flashlight-C) fu una famiglia di aerei supersonici sovietici sviluppati sulla base del prototipo Yak-121 a partire dal 1958. La versione più sviluppata e conosciuta è il ricognitore tattico Yakovlev Yak-27R (nome in codice NATO Mangrovia)

## Storia del progetto
Il prototipo Yak-121 fu sviluppato a partire dalla famiglia dello Yakovlev Yak-25 e divenne la base su cui sviluppare il successivo Yak-27 e le sue varianti. Le prime due versioni (Yak-27 e Yak-27K), intercettori supersonici armati con missili R-8 e cannoni da 30 mm, furono realizzati nella loro interezza, ma essendo superati in termini di prestazioni dal Sukhoi Su-9 non entrarono mai in produzione. Venne in seguito realizzata la versione Yak-27V, intercettore d'alta quota, equipaggiato con un motore a razzo a combustibile liquido Dushkin S-155 e con due turbogetto Tumansky RD-9 con postbruciatore. Nonostante le notevoli prestazioni, raggiunse i 23 000 metri di quota durante i test, lo sviluppo venne interrotto a causa di grossi problemi di manutenzione del motore Dushkin S-155.
Da questa esperienza venne sviluppato il ricognitore Yak-27R. Venne eliminato il radar frontale e il muso interamente metallico fu sostituito con un naso a vetrata, per ospitare un osservatore o un navigatore. Furono installate due macchine da ripresa ed eliminato un cannone. L'apertura alare fu lievemente maggiorata rispetto ai suoi predecessori e furono installati due Tumansky RD-9 (versione AF) che spingevano il velivolo fino a 1 285 chilometri l'ora. Grazie ai due serbatoi posti nelle ali poteva contare su un raggio di azione di 2 380 chilometri ad una quota di servizio di 16 550 metri. Di questa versione ne furono prodotti circa 180 esemplari.

## Impiego
Lo Yak-27R entrò in servizio operativo nel 1960 sotto le insegne della V-VS e sostituì il ricognitore subsonico Ilyushin Il-28. Tuttavia, nonostante avesse una superiore velocità e una quota di servizio maggiore, aveva un raggio d'azione minore dell'Il-28. Il velivolo soffrì di altre limitazioni operative e fu portato a velocità supersoniche solo da piloti molto esperti. La posizione bassa dei motori posti sotto le ali, inoltre, li rendeva inclini ad aspirare detriti nelle camere di combustione. Con l'aumento del raggio di azione dei missili antiaereo installati in Europa, spesso non fu possibile raggiungere la quota massima operativa. Pertanto, nei primi anni settanta del secolo scorso, l'aereo venne ritirato dal servizio e sostituito dallo Yakovlev Yak-28 e dal Mikoyan-Gurevich MiG-25.

## Versioni
Yak-27
Intercettore supersonico derivato dallo Yak-121, armato con due cannoni da 30 mm, mai entrato in servizio.
Yak-27F
Variante dello Yak-27R equipaggiato con due cineprese poste nella parte posteriore.
Yak-27K (Yak-27K-8)
Intercettore supersonico derivato dallo Yak-27, armato con due missili R-8, mai entrato in servizio.
Yak-27R
Ricognitore tattico, versione maggiormente costruita.
Yak-27LSh
Versione dello Yak-27R, equipaggiato con un pattino posto sotto la fusoliera, per atterrare sulla neve.
Yak-27RN
Una variante dello Yak-27R, sottoposto a poche prove di volo. Nessuna altra informazione.
Yak-27V
Intercettore d'alta quota, un solo prototipo. Equipaggiato con un motore a razzo ausiliario.

## Esemplari esistenti
Un solo esemplare di Yak-27R è conservato nel Museo centrale della Federazione Russa delle aeronautiche militari, fuori Mosca, Russia.